# 中国电影文化协会
中国电影文化协会是1930年代中共电影小组领导的电影界社会组织。

## 历史
1931年9月“左翼戏剧家联盟”通过《最近行动网领》，其中有三条讲及电影，指出它的基本精神、原则、方法和策略。1931年9·18事变和1932年1·28事变，出现了电影应“猛醒救国”的思潮。1932年7月，“左翼剧联”成立了影评小组，由田汉领导,主要影评工作者有王尘无、陈鲤应、沈西等、施谊、于伶、宋之的、聂耳等，在上海各主要报纸的副刊上刊登影评。
1933年2月9日中国电影文化协会在上海成立。会议选出黄子布(夏衍)、陈瑜(田汉)、洪深、郑正秋、聂耳、蔡楚生、史东山、孙瑜、金焰、任光、张石川、唐槐秋、胡蝶、应云卫、沈西苓、姚苏凤、程步高、周剑云、黎民伟、卜万苍、李萍倩、周克、查瑞龙等31人为执行委员和候补执行委员，由夏衍、聂耳、沈西苓分别担任文学部、组织部、宣传部的领导工作。以“认清过去的错误”、“探讨未来的光明”、“建设新的银色世界”为指导思想，“帝国主义的侵略与封建主义的压迫在今日已更见严重”，标志着“新兴电影运动”正式全面展开。1934年春，中国电影文化协会被迫停止活动。
1933年3月，中共上海中央局文化工作委员会（文委书记阳翰笙）成立中国共产党电影小组，组长夏衍，组员钱杏邨(阿英)、王尘无、石凌鹤、司徒慧敏。通过司徒慧敏的特殊社会关系——堂兄司徒逸民1933年开设了“电通电影器材制造公司”，该公司在1934年春改组为电通影业公司，拍摄电影，左翼影界人士纷纷转入该公司。先后拍摄了《桃李劫》（电影插曲《毕业歌》传唱至今）、《风云儿女》（主题歌《义勇军进行曲》）、《自由神》等。
1935年2月中共江苏省委及上海文委被破坏，阳翰笙、田汉等人被捕，包括夏衍在内的一些共产党员被迫停止了在电影界的活动。